# Копље
Копље је пешадијско или коњичко хладно оружје на мотки, настало у палеолиту. Копље је оружје са мотком које се састоји од дршке, обично од дрвета, са зашиљеном главом. Глава може бити једноставно наоштрени крај саме дршке, као што је случај са копљима каљеним у ватри, или може бити направљена од издржљивијег материјала причвршћеног за дршку, као што је кост, кремен, опсидијан, гвожђе, челик или бронза. Најчешћи дизајн ловачких или борбених копаља од давнина садржи метални врх копља у облику троугла, дијаманта или листа. Главе копаља за риболов обично имају бодље или назубљене ивице.

## Порекло
Производња и употреба копља није ограничена на људе. Такође га практикују и западне шимпанзе. Запажено је да шимпанзе у близини Кедугуа у Сенегалу стварају копља тако што ломе равне гране са дрвећа, скидају им кору и бочне гране и заоштравају један крај зубима. Оне затим користе оружје за лов на галаго који спава у удубљењима.

### Праисторија
Археолошки докази пронађени у налазима из данашње Немачке указују да су дрвена копља коришћена за лов од пре најмање 400.000 година, а једна студија из 2012. са локалитета Кату Пан у Јужној Африци сугерише да су хоминиди, вероватно Homo heidelbergensis, можда имали развили технологију копаља са каменим врхом у Африци пре око 500.000 година. Дрво се, међутим, не очувава добро, и Крег Стенфорд, приматолог и професор антропологије на Универзитету Јужне Калифорније, сугерисао је да откриће употребе копља код шимпанзи значи да су рани људи можда користили дрвена копља пре тога.
Од око 200.000 година пре нове ере, људи из средњег палеолита почели су да праве сложена камена сечива са испуцаним ивицама која су коришћена као главе копаља. Ове камене главе могле су се причврстити за дршку копља помоћу гуме или смоле или повезом од животињских жила, кожних трака или биљне материје. Током овог периода, остала је јасна разлика између копаља дизајнираних за бацање и оних дизајнираних да се користе у борби прса у прса. До магдаленског периода (око 15.000–9500. п. н. е.) били су у употреби бацачи копља слични каснијем атлатлу.

## Опште одреднице
Копље је пешадијско или коњичко хладно оружје на мотки. Састоји се од металног дела који чини врх и дрвене мотке од 120 cm, код кратких копља која служе за бацање па до око 600cm код пикета који је био најпопуларније оружје пешадије у 16. веку (Пикенири, Пикемен). Јефтино и готово свима доступно оружје појављује су каменом добу у облику зашиљене мотке мало опаљене ватром ради тврдоће. Копље је унапређено стављањем каменог врха чиме је добило на оштрини и чврстоћи. Појавом бакра, а посебно бронзе, копље улази у раздобље масовне производње ливењем.

## Врсте

### Пилум
Једно од најпознатијих врста копаља свакако је и римски пилум. Стандардно наоружање римских легионара које је тешко бацачко копље развијено за борбу против густих, дисциплинованих и оклопљених грчких фаланги. Кад би се два бојна реда приближила на око тридесет метара, Римљани би засули грчке хоплите смртоносном кишом пилума. Даље би наставили јуриш с исуканим кратким мачем званим гладијус и дугачким штитом.
Пилум је био дугачак око 220 до 250 cm. Од тога је гвоздени врх заузимао 100 cm. Кратак врх (5cm) био је обликован у чврсти четверобридни шиљак. Танко тело металног дела копља завршавало се округлом „јабуком“ која је штитила шаку и давала кинетичку енергију при бацању као тег који појачава ударац. Метални део био је причвршћен на мотку дрвеним клиновима. Ту новост у својој реформи римске војске увео је цар Веспазијан. Наиме, он је као луцидан човек и врсни војник приметио да пилуме чврсто насађене и учвршћене гвозденим клиновима приликом бацања непријатељи, посебно Гали и Германи, одмах врате према легионарима. Да би то спречио, увео је дрвене клинове који су копље чинили за једнократну употребу. Кад би легионари у борби бацили пилум на непријатеља, он би се на саставу сломио и није се више могао користити. Тим потезом је вишеструко смањио број својих губитака.

## Војска

### Европа

#### Класична антика

##### Антички Грци
Копље је главно оружје ратника из Хомерове Илијаде. Помиње се употреба и једног копља за бацање и два копља за бацање. Предложено је да се описују два стила борбе; рани стил, са забадајућим копљима, који датира из микенског периода у који је смештена Илијада, и анахроно, каснији стил, са копљима за бацање, из Хомеровог архајског периода.
У 7. веку пре нове ере, Грци су развили нову пешадијску формацију блиског реда, фалангу. Кључ за ову формацију био је хоплит, који је био опремљен великим, кружним штитом са бронзаним лицем (аспис) и 2,1—2,7 m (6,9—8,9 ft) дугим копљем са гвозденом главом и бронзаним шиљком (дору). Хоплитска фаланга је доминирала ратовањем међу грчким градским државама од 7. до 4. века пре нове ере.
Четврти век је донео велике промене. Једна је била већа употреба пелтаста, лаке пешадије наоружане тешким и лаким копљима. Други је био развој сарисе, дворучног копља дужине 18 ft (5,5 m), коју су израдили Македонци под Филипом Македонским и Александром Великим. Хоплитска фаланга, уз подршку лаке пешадије и коњице, постала је доминантан начин ратовања међу Грцима од касног 4. века надаље све док грчке војне системе нису замениле римске легије.

##### Стари Римљани
Од касног 2. века п. н. е., сви легионари су били опремљени пилумом. Пилум је наставио да буде стандардно легионарско копље до краја 2. века наше ере. Ауксилије су, међутим, биле опремљене једноставном хастом и, можда, копљима или стрелицама. Током 3. века, иако је пилум наставио да се користи, легионари су обично били опремљени другим облицима копља за бацање и забадање, слично као помоћна средства из претходног века. До 4. века, пилум је практично нестао из уобичајене употребе.

### Копље у средњем веку
Као и пешадинци, тако и коњаници користе и бацачко и бодно копље. Свој процват бодно бојно копље доживљава у раном средњем веку појавом Витезова. Познати су витешки турнири који су били омиљена забава у средњем вијеку, а двобоји су се изводили под строгим турнирским правилима два борца, витеза на коњу с дугачким бодним копљем које је носио витезов штитоноша.
Копље је било преко 300 cm дужине и имало је карактеристичан штитник за шаку отприлике на доњој петини дужине. Витешко копље у рату је било оштрог челичног и убојитог врха, док су за турнире користили блажу варијанту заобљеног или тупог дрвеног врха које је требало само избацити противника из седла. Иако је ова варијанта „спортска“ и на око безопасна, догађале су се и те како опасне, неретко и смртоносне повреде. Током целог средњег века витезови чине срж сваке европске војске.

#### Пешадија
Уопштено говорећи, копља су била или дизајнирана да се користе у директној борби или да се бацају. У оквиру ове једноставне класификације постојао је изузетан распон типова. На пример, М. Ј. Свантон је идентификовао тридесет различитих категорија и поткатегорија у раној саксонској Енглеској. Већина средњовековних врхова копаља углавном је била у облику листа. Значајни типови раносредњовековних копаља укључују ангон, копље за бацање са дугачком главом сличном римском пилуму, које су користили Франци и Англосаксонци, и крилато копље које је имало два истакнута крила у основи врха копља, било да спречи копље да продре предалеко у непријатеља или да помогне у мачевању копљем. Првобитно франачко оружје, крилато копље је такође било популарно код Викинга. То ће постати предак каснијег средњовековног оружја, као што су партизан и спетум.
Копље за забадање такође има предност у домету, јер је знатно дуже од других врста оружја. Тачне дужине копаља је тешко закључити јер је археолошки опстао врло мали број дршки копља, али изгледа да је 1,8—2,4 m (5,9—7,9 ft) била норма. Неке нације су биле познате по својим дугим копљима, укључујући Шкоте и Фламанце. Копља су се обично користила у чврсто уређеним формацијама, као што су зид од штита или шилтрон. Да би се одупрла коњици, дршке копаља су се могле забити уз земљу. Вилијам Волас је правио своје шилтроне у круг у бици код Фалкирка 1298. да би одвратио коњицу од јуришања; ово је била широко распрострањена тактика понекад позната као формација „круне“. Томас Рендолф, 1. гроф од Мораја, користио је кружни шилтрон првог дана битке код Банокберна. Међутим, правоугаони шилтрон је био много чешћи и користио га је краљ Роберт Брус другог дана битке код Банокберна и у бици код Старог Бајленда када је победио енглеске армије.
Бацање копља постајало је све ређе како се средњи век приближавао, али је опстало у рукама стручњака као што су каталонски Алмогавари. У Ирској је било уобичајено коришћено до краја 16. века.
Копља су почела да губе популарност међу пешадијом током 14. века, те су замењена оружјем са моткама које је комбиновало ударне особине копља са особинама сечења секире, као што је хелебарда. Тамо где су копља задржана, она су расла у дужину, да би на крају еволуирала у пикете, које ће бити доминантно пешадијско оружје у 16. и 17. веку.

### Ренесанса
У Европи 15. века и 16. века настала је ренесанса тешке пешадије са копљем од три до шест метра дужине. Добре извежбане јединице ако нису могле да победе тешку коњицу могле су најмање да се одбране ње. Ови копљаници, обично названи пикенири по француској речи pique (оштрица, врх) и piquer (убости), чинили су елиту тешке пешадије до 17. века. Србија, пошто је била освојена од Османлија, није могла прати овај развој, док су Турци водили другу тактику.

## Нестанак с ратне сцене и употребе
Развојем ватреног оружја коњица полако напушта бојно поље, а њихово елитно место преузимају пешадинци. Већ почетком 18. века развојем мускете, пешадијско копље дефинитивно напушта сцену европског ратовања док се међу коњицом задржава чак до Првог и Другог Светског Рата, мада и данас у неразвијеним крајевима света постоје народи, у Јужној Африци који се не одвајају од свог верног копља као одбране од лавова, ослонца код дугог пута или само као пастирског штапа.